# Shirley Douglas
Pour les articles homonymes, voir Douglas.

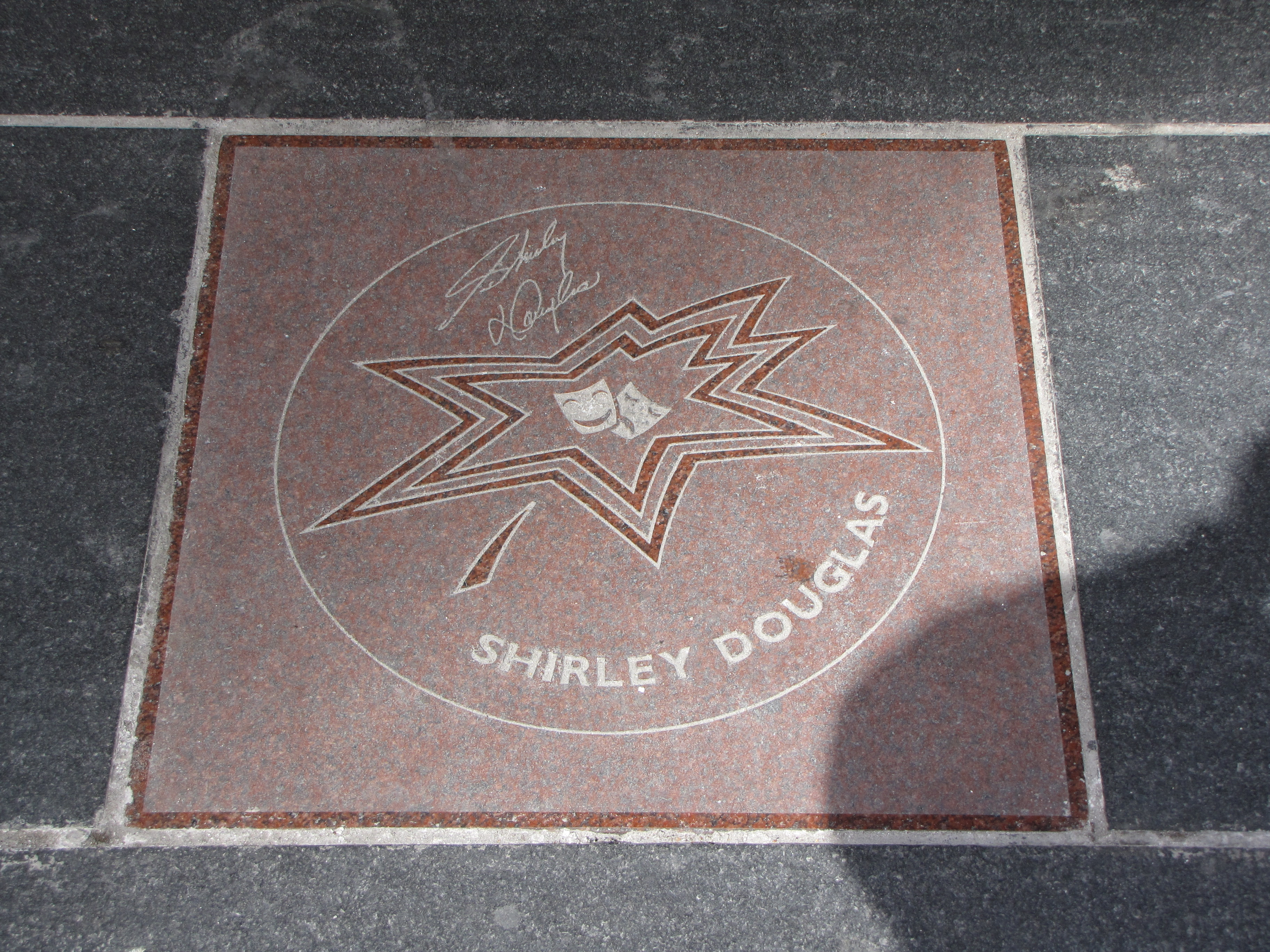
Walk of Fame du Canada de Shirley Douglas

Shirley Jean Douglas, née le 2 avril 1934 à Weyburn (Canada) et morte le 5 avril 2020 à Toronto (Canada), est une actrice canadienne.

## Biographie
Shirley Douglas est la fille de Tommy Douglas, Premier ministre de la Saskatchewan (1944-1961) et chef du Nouveau Parti démocratique du Canada (1961-1971). 

### Famille
Shirley Douglas est la deuxième épouse (1966-1970) de Donald Sutherland et la mère de l'acteur Kiefer Sutherland (né en 1966).

## Filmographie

### Cinéma
- 1955 : Joe MacBeth : Patsy
- 1962 : Lolita : Mme Starch
- 1983 : The Wars : Mme Lawson
- 1988 : Shadow Dancing : Nicole
- 1988 : Faux-semblants (Dead Ringers) : Laura
- 1992 : Passage of the Heart : Katherine Ward
- 1992 : The Shower : Marie
- 1994 : Mesmer : Madame DuBarry
- 1998 : Barney's Great Adventure : Grandma
- 2000 : Femme recherchée (Woman Wanted) : Peg
- 2000 : The Law of Enclosures : Myra

### Télévision
- 1953 : Half Seas Over (téléfilm) : Carol Jackson
- 1978 : Nellie McClung (téléfilm) : Nellie McClung
- 1985 : Turning to Stone (téléfilm) : Lena
- 1986 : Screwball Academy (téléfilm) : la femme de Dadapopoulos
- 1987 : Really Weird Tales (téléfilm) : Edna Besley
- 1992 : The Hat Squad (série TV) : Kitty (n° 1)
- 1993 : Abus de confiance (Shattered Trust: The Shari Karney Story) (téléfilm) : Vivian Karney
- 1995 : Redwood Curtain (téléfilm) : Schyler Noyes
- 1995 : Amy et Johnny (Johnny's Girl) (téléfilm) : Mme Hardwick
- 1996 : Flash Gordon (série TV) : voix
- 1996 : Wind at My Back (série TV) : May Bailey
- 1997 : Franklin (série TV) : la narratrice
- 1998 : Silver Surfer (série TV) : Infectia (voix)
- 1999 : Shadow Lake (téléfilm) : Margaret Richards
- 2000 : A House Divided (téléfilm) : Elizabeth Dickson
- 2002 : Les Souliers de Noël (The Christmas Shoes) (téléfilm) : Ellen Layton
- 2005 : Robson Arms (série TV) : Pauline Dubois